# 施拉滕巴赫
施拉滕巴赫是奥地利下奥地利州诺因基兴县的一个市镇。总面积10.81平方公里，总人口369人，人口密度34.1人/平方公里（2005年）。